# Portugalströmmen
Portugalströmmen är en varm havsström i Atlanten som går i sydostlig riktning mot Portugals kust. Strömmen sträcker sig mellan 36°N och omkring 46°N, och från Iberiska halvöns kust till omkring 24°W. Strömmen är en fortsättning av Nordatlantiska strömmen och har en uppskattad vattenföring på 4 miljoner m³/sek.